# Funchal
Funchal (portugisiskt uttal: [fũˈʃaɫ]
 ( lyssna)) är en stad och kommun i den portugisiska ögruppen Madeira. Staden har varit den autonoma regionen Madeiras huvudort i mer än fem århundraden. Kommunen Funchal hade 105 782 invånare vid folkräkningen år 2021, på en yta av 76,22 km². Invånarantalet gör Funchal till Portugals sjätte största stad.
I Funchal, som ligger på huvudöns södra kust, är turismen den största näringen. Bortsett från turistnäringen finns även bland annat sockerbruk, spritfabriker, vinframställning (madeiravin), vinhandel och möbelindustri. Stadens hamn är viktig för världssjöfarten. Funchal grundades redan 1421 av en portugisisk sjöfarare.
Fotbollsspelaren Cristiano Ronaldo kommer från denna stad.

## Etymologi
Ortnamnet Funchal stammar från funcho ("fänkål"), en växt som fanns i stor mängd på den plats dit de första portugisiska bosättarna kom på 1400-talet.

## Administrativ indelning

### Stadsdelar
Kommunen Funchal (Município do Funchal) består av 10 kommundelar (freguesias):

- Imaculado Coração de Maria
- Monte
- Santa Luzia
- Santa Maria Maior
- Santo António
- São Gonçalo
- São Martinho
- São Pedro
- São Roque
- Sé

Till kommunen hör också Selvagensöarna som ligger 160 km söder om Funchal.

## Sport

### Större idrottsanläggningar
Den största idrottsarenan i Funchal är Estádio do Marítimo (fotboll).

### Idrottsföreningar
- CS Marítimo, har ett fotbollslag som spelar i Primeira Liga . [8]
- CD Nacional, har ett fotbollslag som spelat i Primeira Liga . [9]